# Locuste (empoisonneuse)
«  Locusta (empoisonneuse) » redirige ici. Pour les autres significations, voir Locusta.
Pour les articles homonymes, voir Locuste (homonymie).
Locuste était une empoisonneuse de la Rome antique, au premier siècle ap. J.-C.
On raconte que Locuste pratiquait la mithridatisation, c'est-à-dire qu'elle buvait un peu de poison chaque jour, devenant ainsi immunisée contre n'importe quelle sorte de poisons inventés par les hommes de son temps.

## Empoisonnement de Claude
En 54 apr. J.-C., Agrippine loua les services de Locuste afin de tuer Claude et de faire couronner son fils Néron. Selon Suétone, Agrippine aurait fait porter à Claude un plat de cèpes, contenant du poison (amanite phalloïde ou amanite tue-mouches d'après Robert Gordon Wasson). Selon Tacite le poison en question fut bien préparé par Locuste. Pourtant, toujours d'après Tacite, Agrippine dut quand même avoir recours à la complicité d'un médecin afin d'introduire dans la bouche du malade une plume empoisonnée (à la coloquinte bien connue des Romains ?) pour l'achever.

## Empoisonnement de Britannicus
En 55, elle reçut l'ordre d'empoisonner une autre victime. Quand Néron apprit l'existence de Locuste, il donna l'ordre à Julius Pollio, tribun d'une cohorte prétorienne, de l'épargner. En échange, Locuste devait empoisonner Britannicus, le fils de Claude et le rival potentiel de Néron. Après une première tentative sans succès, Locuste — que Néron menace d'exécuter pour son manque d'efficacité — parvient à ses fins. Britannicus meurt le 11 février 55 en plein milieu d'un banquet et en présence de la cour.
Suétone donne de l'événement à peu près le même récit que Tacite, y compris la double tentative d'empoisonnement ou les détails des préparatifs du second poison.
De nombreux historiens modernes mettent en doute l'existence au premier siècle d'un poison capable de provoquer une mort instantanée. La rapidité d'action du poison était également l'une des difficultés qui dérangeait Néron. Ils penchent aujourd’hui pour une crise d’épilepsie, dont le jeune Britannicus était, semble-t-il, affecté. C'était, déjà à l'époque, la thèse défendue par Néron lui-même.

Néron satisfait de sa prestation, la protège durant tout son règne. 

« Quant à Locuste, pour prix de ses services, il lui donna l'impunité, de vastes domaines, et même des élèves. »

— Suétone, Vie des douze Césars, Néron 33.
Mais sept mois après le suicide de Néron, Locuste est condamnée à mort par Galba en janvier 69.